# Sân bay Sandane, Anda
Sân bay Sandane, Anda (IATA: SDN, ICAO: ENSD) (tiếng Na Uy: Sandane lufthavn, Anda) là một sân bay tại đô thị Gloppen ở Sogn og Fjordane, Na Uy, khai trương năm 1975. Sân bay tọa lạc ở phía bắc trung tâm đô thị, tại một bán đáo giữa fjord Nordfjord và Gloppefjord. Đơn vị quản lý là Avinor.
Chỉ có hãng hàng không Widerøe hoạt động ở sân bay này với máy bay Dash 8.

## Hãng hàng không và tuyến bay
- Widerøe (Bergen, Oslo, Sogndal)